# فريدريك جاي كلارك
فريدريك جاي كلارك (بالإنجليزية: Frederick J. Clarke)‏ هو عسكري أمريكي، ولد في 1 مارس 1915 في ليتل فولز في الولايات المتحدة، وتوفي في 4 فبراير 2002.